# Jürgen Henschel
Jürgen Henschel (* 1923 in Berlin; † 2012) war ein deutscher Fotograf.

## Leben
Als 13-Jähriger kaufte Henschel seine erste Kamera. Während des Zweiten Weltkriegs wurde er zur Wehrmacht eingezogen. 1945 geriet er in sowjetische Gefangenschaft, aus der er als überzeugter Kommunist und Kriegsgegner im Dezember 1949 nach Berlin heimkehrte. Nach der Teilung der Stadt beteiligte er sich in West-Berlin an vielen linken Protestaktionen. Er kam deshalb wiederholt für einige Tage ins Gefängnis. 
Seine Leidenschaft für Fotografie machte er 1967 zum Beruf als Pressefotograf für die Tageszeitung Die Wahrheit. 
Er nahm insgesamt ca. 200.000 Bilder zwischen etwa 1959 und 1991 auf. Am 2. Juni 1967 machte Henschel während der Anti-Schah-Demonstration bei der Deutschen Oper Berlin das bekannte Foto vom sterbenden Benno Ohnesorg.
Noch zu seiner Lebenszeit überließ er einen großen Teil seiner Negative aus Kreuzberg dem FHXB Museum. 
Anfang 2017 machte seine Witwe, Margit Henschel, weitere Bilder aus ganz West-Berlin dem Museumsarchiv zugänglich.

## Ausstellungen
- Fhxb-Museum
- 2023: Ausstellung im Archiv Schöneberg bis Juni 2024